# 大富士
大富士（おおふじ、1958年8月26日 - 2012年10月14日）は、東京都大田区出身で九重部屋（入門時は井筒部屋）所属の元大相撲力士、オフィス北野所属の日本のタレント・俳優。大相撲時代の四股名は大富士 慶二（おおふじ けいじ）、本名は伊藤 敬司（いとう けいじ）。身長194cm、体重150kg。特技は大食い、早食い。得意技は左四つ、寄り、突き。最高位は西十両6枚目（1980年5月場所）。

## 来歴

### 1974年 - 1979年
中学校を卒業してしばらくした後に元横綱・北の富士の井筒部屋（その後、師匠の九重部屋継承に伴い所属変更）に入門し、1974年9月場所、本名の伊藤で初土俵を踏んだ。
序ノ口を1場所、序二段を2年、三段目を4場所で通過し、1977年3月場所で新幕下に昇進。順調に番付を上げ、1978年1月場所には優勝同点となるなど好成績を続け、20歳目前の7月場所には十両に昇進（東十両13枚目）したが、跳ね返され5勝10敗と大負けし1場所で幕下に陥落。この時は1場所で十両に復帰したが（西十両11枚目）、またも6勝9敗と負け越し1979年の1年間を幕下で過ごした。

### 1980年 - 1981年
1980年初場所、3度目の十両昇進を果たし、10勝5敗と大勝ちし翌場所も勝ち越したが、自己最高位となった十両6枚目に付いた5月場所では2勝13敗と大きく負け越し三度幕下に陥落した。この年残りの場所は幕下上位を維持し、3場所中2場所を勝ち越して1981年3月場所では西幕下2枚目と再十両のチャンスを迎えたが、1勝6敗に終わった。しかし番付運に恵まれ翌5月場所では西18枚目に留まり、6勝1敗で幕下優勝を果たす。翌九州場所でも4勝3敗と勝ち越した。

### 1982年 - 1986年
1982年初場所で4度目の再十両となるが、1場所で陥落しまたも1年間を幕下上位で過ごす。1981年初場所では東幕下筆頭で6連勝したが、七番相撲に敗れ優勝を逃した。場所後再十両に昇進したが、番付運が悪く東十両12枚目に置かれた。
1983年になると十両でも安定した成績を残せるようになり、十両に定着したかと思われたが、西十両7枚目についた9月場所2日目、益荒雄戦で右膝の脱臼及び靱帯断裂という重傷を負いこの場所残り13日を全休。翌場所は幕下に陥落。公傷が適用されたため1984年初場所は同じ東幕下10枚目の張出に回っただけであったが、回復が遅れ1984年5月場所まで4場所を全休。東三段目74枚目に下がった7月場所では力の違いを見せて三段目優勝を飾り幕下に復帰するが、翌場所再び途中休場となりその後三場所連続で全休。1985年5月場所では序二段100枚目まで番付を下げた。これは十両経験者としては昭和以降、当時2位の最低記録である。この場所では優勝し、その後も三場所連続で勝ち越して幕下東51枚目まで番付を戻したが、1986年初場所初日に敗れ途中休場、場所後27歳の若さで廃業した。

### タレント時代
その後、ビートたけしの勧めで芸能界入りし、アクション・バラエティ番組『痛快なりゆき番組 風雲!たけし城』中のアトラクション「すもうでポン」（「悪魔の館」にも登場）でタレントデビューし、その後『天才・たけしの元気が出るテレビ!!』などに出演。1990年代前半には仕切りについて解説したワイドショーの相撲特集に実演要員として出演したこともある（この時の相方は元序二段力士が務めた）。また、演出家蜷川幸雄作品の常連として、『夏の夜の夢』『近松心中物語』『NINAGAWAマクベス』『お気に召すまま』など数多くの舞台に出演しており、晩年は1年のうち半分は舞台を中心に活動をしていた。
2012年10月14日、脳梗塞のため死去。

## 主な成績

### 通算成績
- 通算成績：271勝212敗73休 勝率.561
- 十両成績：60勝77敗13休 勝率.438
- 通算在位：69場所
- 十両在位：10場所
- 各段優勝
  - 幕下優勝：1回（1981年5月場所）
  - 三段目優勝：1回（1984年7月場所）
  - 序二段優勝：1回（1985年5月場所）

### 場所別成績
| | 一月場所 初場所（東京）   | 三月場所 春場所（大阪）   | 五月場所 夏場所（東京）   | 七月場所 名古屋場所（愛知） | 九月場所 秋場所（東京） | 十一月場所 九州場所（福岡） |
| --- | ------------------------- | ------------------------- | ------------------------- | --------------------------- | ----------------------- | --------------------------- |
| 1974年 （昭和49年） | x                         | x                         | x                         | x                           | （前相撲）              | 東序ノ口17枚目 5–2          |
| 1975年 （昭和50年） | 西序二段71枚目 4–3        | 東序二段54枚目 3–4        | 西序二段71枚目 4–3        | 西序二段52枚目 3–4          | 東序二段69枚目 5–2      | 西序二段34枚目 4–3          |
| 1976年 （昭和51年） | 西序二段17枚目 3–4        | 西序二段31枚目 4–3        | 西序二段4枚目 5–2         | 西三段目62枚目 5–2          | 東三段目34枚目 1–6      | 西三段目64枚目 6–1          |
| 1977年 （昭和52年） | 西三段目15枚目 6–1        | 西幕下40枚目 4–3          | 東幕下29枚目 4–3          | 西幕下20枚目 3–4            | 西幕下29枚目 4–3        | 西幕下20枚目 2–5            |
| 1978年 （昭和53年） | 西幕下41枚目 6–1          | 東幕下15枚目 6–1          | 東幕下2枚目 5–2           | 東十両13枚目 5–10           | 東幕下6枚目 6–1         | 西十両11枚目 6–9            |
| 1979年 （昭和54年） | 西幕下2枚目 3–4           | 西幕下7枚目 2–5           | 東幕下27枚目 4–3          | 東幕下22枚目 5–2            | 東幕下12枚目 5–2        | 東幕下6枚目 5–2             |
| 1980年 （昭和55年） | 東十両13枚目 10–5         | 東十両7枚目 8–7           | 西十両6枚目 2–13          | 東幕下6枚目 4–3             | 西幕下3枚目 3–4         | 東幕下8枚目 4–3             |
| 1981年 （昭和56年） | 東幕下4枚目 4–3           | 西幕下2枚目 1–6           | 西幕下18枚目 優勝 6–1     | 東幕下3枚目 2–5             | 東幕下17枚目 6–1        | 東幕下3枚目 4–3             |
| 1982年 （昭和57年） | 東十両12枚目 6–9          | 西幕下2枚目 3–4           | 東幕下8枚目 5–2           | 東幕下3枚目 3–4             | 東幕下10枚目 5–2        | 西幕下4枚目 4–3             |
| 1983年 （昭和58年） | 東幕下筆頭 6–1            | 東十両12枚目 8–7          | 東十両8枚目 6–9           | 東十両11枚目 9–6            | 西十両7枚目 0–2–13      | 東幕下10枚目 休場 0–0–7     |
| 1984年 （昭和59年） | 東幕下10枚目 休場 0–0–7   | 西幕下44枚目 休場 0–0–7   | 西三段目24枚目 休場 0–0–7 | 東三段目74枚目 優勝 7–0     | 西幕下60枚目 0–2–5      | 東三段目36枚目 休場 0–0–7   |
| 1985年 （昭和60年） | 東三段目88枚目 休場 0–0–7 | 西序二段38枚目 休場 0–0–7 | 東序二段100枚目 優勝 7–0  | 西三段目90枚目 6–1          | 西三段目38枚目 5–2      | 東三段目8枚目 4–3           |
| 1986年 （昭和61年） | 東幕下51枚目 引退 0–1–6   | x                         | x                         | x                           | x                       | x                           |
| 各欄の数字は、「勝ち-負け-休場」を示す。 優勝 引退 休場 十両 幕下 三賞：敢=敢闘賞、殊=殊勲賞、技=技能賞 その他：★=金星 番付階級：幕内 - 十両 - 幕下 - 三段目 - 序二段 - 序ノ口 幕内序列：横綱 - 大関 - 関脇 - 小結 - 前頭（「#数字」は各位内の序列） |                           |                           |                           |                             |                         |                             |

## 主な出演作品

### 映画
- プ（1995年）
- 陰陽師II（2003年）
- 座頭市 THE LAST（2010年）

### ドラマ
- なめくじ長屋捕物さわぎ（1990年）
- 悪女（1992年）
- まったナシ!（1992年）相撲指導も兼任
- 怪談 KWAIDAN II『ろくろ首』（1993年）
- 同窓会（1993年）
- サイコメトラーEIJI2『蒼ざめた手』（1999年）白雲山役
- 柳橋慕情（2000年）
- ヨイショの男（2002年）
- 壬生義士伝 新選組で一番強かった男（2002年）藤吉役
- 菊次郎とさき（2003年）
- 子連れ狼（2003年）大男役
- レガッタ〜君といた永遠〜（2006年）
- 必殺仕事人2009（2009年）留吉役
- 土曜ワイド劇場『再捜査刑事・片岡悠介2』（2011年）風船の業者役